# Élections législatives de 2022 dans la Vienne
Les élections législatives françaises de 2022 se déroulent les 12 et 19 juin 2022. Dans la Vienne, quatre députés sont à élire dans le cadre de quatre circonscriptions.

## Résultats de l'élection présidentielle de 2022 par circonscription
| Circonscription | 1er tour | 1er tour | 1er tour  |         | 2d tour | 2d tour |
| Circonscription | Macron   | Le Pen   | Mélenchon | Macron  | Le Pen  |         |
| --------------- | -------- | -------- | --------- | ------- | ------- | ------- |
| Circonscription |          |          |           |         |         |         |
| 1re             | 30,68 %  | 20,05 %  | 23,84 %   | 65,46 % | 34,54 % |         |
| 2e              | 31,22 %  | 16,37 %  | 25,31 %   | 69,56 % | 30,44 % |         |
| 3e              | 27,70 %  | 27,62 %  | 17,52 %   | 53,43 % | 46,57 % |         |
| 4e              | 27,10 %  | 30,90 %  | 17,40 %   | 50,80 % | 49,20 % |         |

## Système électoral
Les élections législatives ont lieu au scrutin uninominal majoritaire à deux tours dans des circonscriptions uninominales.
Est élu au premier tour le candidat qui réunit la majorité absolue des suffrages exprimés et un nombre de voix au moins égal au quart (25 %) des électeurs inscrits dans la circonscription. Si aucun des candidats ne satisfait ces conditions, un second tour est organisé entre les candidats ayant réuni un nombre de voix au moins égal à un huitième des inscrits (12,5 %) ; les deux candidats arrivés en tête du premier tour se maintiennent néanmoins par défaut si un seul ou aucun d'entre eux n'a atteint ce seuil. Au second tour, le candidat arrivé en tête est déclaré élu.
Le seuil de qualification basé sur un pourcentage du total des inscrits et non des suffrages exprimés rend plus difficile l'accès au second tour lorsque l'abstention est élevée. Le système permet en revanche l'accès au second tour de plus de deux candidats si plusieurs d'entre eux franchissent le seuil de 12,5 % des inscrits. Les candidats en lice au second tour peuvent ainsi être trois, un cas de figure appelé « triangulaire ». Les second tours où s'affrontent quatre candidats, appelés « quadrangulaire » sont également possibles, mais beaucoup plus rares.

### Partis et nuances
Les résultats des élections sont publiés en France par le ministère de l'Intérieur, qui classe les partis en leur attribuant des nuances politiques. Ces dernières sont décidées par les préfets, qui les attribuent indifféremment de l'étiquette politique déclarée par les candidats, qui peut être celle d'un parti ou une candidature sans étiquette.
En 2022, seules les coalitions Ensemble (ENS) et Nouvelle Union populaire écologique et sociale (NUP), ainsi que le Parti radical de gauche (RDG), l'Union des démocrates et indépendants (UDI), Les Républicains (LR), le Rassemblement national (RN) et Reconquête (REC) se voient attribuer  une nuance propre,,.
Tous les autres partis se voient attribuer l'une ou l'autre des nuances suivantes : DXG (divers extrême gauche), DVG (divers gauche), ECO (écologiste), REG (régionaliste), DVC (divers centre), DVD (divers droite), DSV (droite souverainiste) et DXD (divers extrême droite). Des partis comme Debout la France ou Lutte ouvrière ne disposent ainsi pas de nuance propre, et leurs résultats nationaux ne sont pas publiés séparément par le ministère, car mélangés avec d'autres partis (respectivement dans les nuances DSV et DXG),.

## Résultats

### Élus
| Circonscription | Député sortant       | Parti | Parti | Groupe | Député élu ou réélu | Parti | Parti | Groupe |
| --------------- | -------------------- | ----- | ----- | ------ | ------------------- | ----- | ----- | ------ |
| 1re             | Françoise Ballet-Blu |       | LREM  | LREM   | Lisa Belluco        |       | EELV  | ÉCO    |
| 2e              | Sacha Houlié         |       | LREM  | LREM   | Sacha Houlié        |       | LREM  | RE     |
| 3e              | Jean-Michel Clément  |       | PP    | LT     | Pascal Lecamp       |       | MoDem | DEM    |
| 4e              | Nicolas Turquois     |       | MoDem | MoDem  | Nicolas Turquois    |       | MoDem | DEM    |

### Résultats à l'échelle du département

#### Résultats par coalition
| Parti et coalition                                           | Parti et coalition                                           | Parti et coalition                             | Premier tour | Premier tour | Premier tour | Second tour   | Second tour   | Second tour | Total Sièges  | +/-           |  |
| Parti et coalition                                           | Parti et coalition                                           | Parti et coalition                             | Voix         | %            | Sièges       | Voix          | %             | Sièges      | Total Sièges  | +/-           |  |
| ------------------------------------------------------------ | ------------------------------------------------------------ | ---------------------------------------------- | ------------ | ------------ | ------------ | ------------- | ------------- | ----------- | ------------- | ------------- |  |
|                                                              |                                                              | La République en marche (LREM)                 | 26 642       | 17,43        | 0            | 38 184        | 27,32         | 1           | 1             | 2             |  |
|                                                              | Mouvement démocrate (MoDem)                                  | 20 556                                         | 13,45        | 0            | 34 434       | 24,63         | 2             | 2           | 1             |               |  |
| Total Ensemble (ENS)                                         | Total Ensemble (ENS)                                         | 47 198                                         | 30,88        | 0            | 72 618       | 51,95         | 3             | 3           | 1             |               |  |
|                                                              |                                                              | La France insoumise - Ensemble ! (LFI - E!)    | 14 394       | 9,42         | 0            | 19 325        | 13,83         | 0           | 0             | en stagnation |  |
|                                                              | Europe Écologie Les Verts (EELV)                             | 12 972                                         | 8,49         | 0            | 18 918       | 13,53         | 1             | 1           | 1             |               |  |
|                                                              | Parti socialiste (PS)                                        | 7 937                                          | 5,19         | 0            |              |               |               | 0           | en stagnation |               |  |
|                                                              | La France insoumise (LFI)                                    | 7 585                                          | 4,96         | 0            | 0            | en stagnation |               |             |               |               |  |
| Total Nouvelle Union populaire écologique et sociale (NUPES) | Total Nouvelle Union populaire écologique et sociale (NUPES) | 42 888                                         | 28,06        | 0            | 38 243       | 27,36         | 1             | 1           | 1             |               |  |
|                                                              | Rassemblement national (RN)                                  | Rassemblement national (RN)                    | 29 331       | 19,19        | 0            | 28 921        | 20,69         | 0           | 0             | en stagnation |  |
|                                                              |                                                              | Union des démocrates et indépendants (UDI)     | 5 324        | 3,48         | 0            |               |               |             | 0             | en stagnation |  |
|                                                              | Les Républicains (LR)                                        | 2 362                                          | 1,55         | 0            | 0            | en stagnation |               |             |               |               |  |
| Total Union de la droite et du centre (UDC)                  | Total Union de la droite et du centre (UDC)                  | 7 686                                          | 5,03         | 0            | 0            | en stagnation |               |             |               |               |  |
|                                                              | Reconquête (REC)                                             | Reconquête (REC)                               | 5 891        | 3,85         | 0            | 0             | Nv            |             |               |               |  |
|                                                              | Place publique (PP)                                          | Place publique (PP)                            | 4 407        | 2,88         | 0            | 0             | Nv            |             |               |               |  |
|                                                              |                                                              | Écologie au centre (EAC)                       | 1 981        | 1,30         | 0            | 0             | Nv            |             |               |               |  |
|                                                              | Mouvement des progressistes (MdP)                            | 1 881                                          | 1,23         | 0            | 0            | Nv            |               |             |               |               |  |
| Total Écologie au centre (ÉAC)                               | Total Écologie au centre (ÉAC)                               | 3 862                                          | 2,53         | 0            | 0            | Nv            |               |             |               |               |  |
|                                                              | Dissidents Les Républicains                                  | Dissidents Les Républicains                    | 3 195        | 2,09         | 0            | 0             | en stagnation |             |               |               |  |
|                                                              | Lutte ouvrière (LO)                                          | Lutte ouvrière (LO)                            | 2 405        | 1,57         | 0            | 0             | en stagnation |             |               |               |  |
|                                                              |                                                              | Les Patriotes (LP)                             | 1 214        | 0,79         | 0            | 0             | Nv            |             |               |               |  |
|                                                              | Debout la France (DLF)                                       | 1 108                                          | 0,72         | 0            | 0            | en stagnation |               |             |               |               |  |
| Total Union pour la France (UPF)                             | Total Union pour la France (UPF)                             | 2 322                                          | 1,52         | 0            | 0            | en stagnation |               |             |               |               |  |
|                                                              | Parti animaliste (PA)                                        | Parti animaliste (PA)                          | 1 541        | 1,01         | 0            | 0             | Nv            |             |               |               |  |
|                                                              | Le Mouvement de la ruralité (LMR)                            | Le Mouvement de la ruralité (LMR)              | 651          | 0,43         | 0            | 0             | Nv            |             |               |               |  |
|                                                              | Union des démocrates musulmans français (UDMF)               | Union des démocrates musulmans français (UDMF) | 268          | 0,18         | 0            | 0             | Nv            |             |               |               |  |
|                                                              | Parti pirate (PP)                                            | Parti pirate (PP)                              | 5            | 0,00         | 0            | 0             | Nv            |             |               |               |  |
|                                                              | Autres partis                                                | Autres partis                                  | 3            | 0,00         | 0            | 0             | en stagnation |             |               |               |  |
|                                                              | Sans étiquette (SE)                                          | Sans étiquette (SE)                            | 1 184        | 0,77         | 0            | 0             | en stagnation |             |               |               |  |
|                                                              |                                                              |                                                |              |              |              |               |               |             |               |               |  |
| Suffrages exprimés                                           | Suffrages exprimés                                           | Suffrages exprimés                             | 152 837      | 97,24        |              | 139 782       | 91,69         |             |               |               |  |
| Votes blancs                                                 | Votes blancs                                                 | Votes blancs                                   | 3 039        | 1,93         | 8 951        | 5,87          |               |             |               |               |  |
| Votes nuls                                                   | Votes nuls                                                   | Votes nuls                                     | 1 306        | 0,83         | 3 719        | 2,44          |               |             |               |               |  |
| Total                                                        | Total                                                        | Total                                          | 157 182      | 100          | 0            | 152 452       | 100           | 4           | 4             | en stagnation |  |
| Abstentions                                                  | Abstentions                                                  | Abstentions                                    | 149 730      | 48,79        |              | 154 550       | 50,34         |             |               |               |  |
| Inscrits/Participation                                       | Inscrits/Participation                                       | Inscrits/Participation                         | 306 912      | 51,21        | 307 002      | 49,66         |               |             |               |               |  |

#### Résultats par nuance
| Nuance                 | Nuance                                         | Nuance                 | Premier tour | Premier tour | Premier tour | Second tour | Second tour   | Second tour | Total Sièges | +/-           |  |
| Nuance                 | Nuance                                         | Nuance                 | Voix         | %            | Sièges       | Voix        | %             | Sièges      | Total Sièges | +/-           |  |
| ---------------------- | ---------------------------------------------- | ---------------------- | ------------ | ------------ | ------------ | ----------- | ------------- | ----------- | ------------ | ------------- |  |
|                        | Ensemble !                                     | ENS                    | 47 198       | 30,88        | 0            | 72 618      | 51,95         | 3           | 3            | 1             |  |
|                        | Nouvelle Union populaire écologique et sociale | NUP                    | 42 888       | 28,06        | 0            | 38 243      | 27,36         | 1           | 1            | 1             |  |
|                        | Rassemblement national                         | RN                     | 29 331       | 19,19        | 0            | 28 921      | 20,69         | 0           | 0            | en stagnation |  |
|                        | Reconquête                                     | REC                    | 5 891        | 3,85         | 0            |             |               |             | 0            | Nv            |  |
|                        | Union des démocrates et indépendants           | UDI                    | 5 324        | 3,48         | 0            | 0           | en stagnation |             |              |               |  |
|                        | Divers gauche                                  | DVG                    | 4 410        | 2,89         | 0            | 0           | en stagnation |             |              |               |  |
|                        | Divers droite                                  | DVD                    | 3 846        | 2,52         | 0            | 0           | en stagnation |             |              |               |  |
|                        | Ecologistes                                    | ECO                    | 3 522        | 2,30         | 0            | 0           | en stagnation |             |              |               |  |
|                        | Divers extrême gauche                          | DXG                    | 2 405        | 1,57         | 0            | 0           | en stagnation |             |              |               |  |
|                        | Les Républicains                               | LR                     | 2 362        | 1,55         | 0            | 0           | en stagnation |             |              |               |  |
|                        | Droite souverainiste                           | DSV                    | 2 322        | 1,52         | 0            | 0           | en stagnation |             |              |               |  |
|                        | Parti radical de gauche                        | RDG                    | 1 881        | 1,23         | 0            | 0           | Nv            |             |              |               |  |
|                        | Divers extrême droite                          | DXD                    | 1 184        | 0,77         | 0            | 0           | en stagnation |             |              |               |  |
|                        | Divers                                         | DIV                    | 268          | 0,18         | 0            | 0           | en stagnation |             |              |               |  |
|                        | Régionaliste                                   | REG                    | 5            | 0,00         | 0            | 0           | Nv            |             |              |               |  |
|                        |                                                |                        |              |              |              |             |               |             |              |               |  |
| Suffrages exprimés     | Suffrages exprimés                             | Suffrages exprimés     | 152 837      | 97,24        |              | 139 782     | 91,69         |             |              |               |  |
| Votes blancs           | Votes blancs                                   | Votes blancs           | 3 039        | 1,93         | 8 951        | 5,87        |               |             |              |               |  |
| Votes nuls             | Votes nuls                                     | Votes nuls             | 1 306        | 0,83         | 3 719        | 2,44        |               |             |              |               |  |
| Total                  | Total                                          | Total                  | 157 182      | 100          | 0            | 152 452     | 100           | 4           | 4            | en stagnation |  |
| Abstentions            | Abstentions                                    | Abstentions            | 149 730      | 48,79        |              | 154 550     | 50,34         |             |              |               |  |
| Inscrits/Participation | Inscrits/Participation                         | Inscrits/Participation | 306 912      | 51,21        | 307 002      | 49,66       |               |             |              |               |  |

### Cartes

Nuance politique des candidats arrivés en tête dans chaque commune au 1er tour.
Nuance politique des candidats arrivés en tête dans chaque commune au 2e tour.

### Résultats par circonscription

#### Première circonscription
Députée sortante : Françoise Ballet-Blu (La République en marche).
| Candidat                 | Candidat                 | Parti et coalition       | Nuance                   | Premier tour | Premier tour | Second tour | Second tour |
| Candidat                 | Candidat                 | Parti et coalition       | Nuance                   | Voix         | %            | Voix        | %           |
| ------------------------ | ------------------------ | ------------------------ | ------------------------ | ------------ | ------------ | ----------- | ----------- |
|                          | Lisa Belluco             | EÉLV (NUPES)             | NUP                      | 12 972       | 32,56        | 18 918      | 51,36       |
|                          | Françoise Ballet-Blu     | LREM (ENS)               | ENS                      | 11 226       | 28,17        | 17 917      | 48,64       |
|                          | Kevin Courtois           | RN                       | RN                       | 6 254        | 15,70        |             |             |
|                          | Jérôme Neveux            | UDI (UDC)                | UDI                      | 5 324        | 13,36        |             |             |
|                          | Marie-Aline de Mascureau | REC                      | REC                      | 1 181        | 2,96         |             |             |
|                          | Alexandre Giraudet       | ÉAC                      | ECO                      | 1 147        | 2,88         |             |             |
|                          | Ludovic Gaillard         | LO                       | DXG                      | 645          | 1,62         |             |             |
|                          | Corine Jarry             | DLF (UPF)                | DSV                      | 588          | 1,48         |             |             |
|                          | Élise Farine             | PA                       | ECO                      | 436          | 1,09         |             |             |
|                          | Jeannot Assoumani        | UDMF                     | DIV                      | 70           | 0,18         |             |             |
|                          | Idriss Laadnani          | CC                       | DVG                      | 1            | 0,00         |             |             |
|                          |                          |                          |                          |              |              |             |             |
| Votes valides            | Votes valides            | Votes valides            | Votes valides            | 39 844       | 97,45        | 36 835      | 92,65       |
| Votes blancs             | Votes blancs             | Votes blancs             | Votes blancs             | 728          | 1,78         | 1 984       | 4,99        |
| Votes nuls               | Votes nuls               | Votes nuls               | Votes nuls               | 316          | 0,77         | 939         | 2,36        |
| Total                    | Total                    | Total                    | Total                    | 40 888       | 100          | 39 758      | 100         |
| Abstention               | Abstention               | Abstention               | Abstention               | 39 689       | 49,26        | 40 833      | 50,67       |
| Inscrits / participation | Inscrits / participation | Inscrits / participation | Inscrits / participation | 80 577       | 50,74        | 80 591      | 49,33       |

#### Deuxième circonscription
Député sortant : Sacha Houlié (La République en marche).
| Candidat                 | Candidat                 | Parti et coalition       | Nuance                   | Premier tour | Premier tour | Second tour | Second tour |
| Candidat                 | Candidat                 | Parti et coalition       | Nuance                   | Voix         | %            | Voix        | %           |
| ------------------------ | ------------------------ | ------------------------ | ------------------------ | ------------ | ------------ | ----------- | ----------- |
|                          | Sacha Houlié             | LREM (ENS)               | ENS                      | 15 416       | 36,83        | 20 267      | 51,19       |
|                          | Valérie Soumaille        | LFI - E! (NUPES)         | NUP                      | 14 394       | 34,39        | 19 325      | 48,81       |
|                          | Céline Philippe          | RN                       | RN                       | 5 641        | 13,48        |             |             |
|                          | Frédéric Bouchareb       | MdP (ÉAC)                | RDG                      | 1 881        | 4,49         |             |             |
|                          | Marie-Dolorès Prost      | REC                      | REC                      | 1 766        | 4,22         |             |             |
|                          | Aurélien Dessaux         | SE                       | DXD                      | 1 184        | 2,83         |             |             |
|                          | Roselyne du Chambon      | LP (UPF)                 | DSV                      | 536          | 1,28         |             |             |
|                          | Agnès Chauvin            | LO                       | DXG                      | 490          | 1,17         |             |             |
|                          | Carridy Mayenga          | PA                       | ECO                      | 485          | 1,16         |             |             |
|                          | Soifidine Ousseni        | UDMF                     | DIV                      | 58           | 0,14         |             |             |
|                          | Maryse Ferreira          | CC                       | DVG                      | 2            | 0,00         |             |             |
|                          |                          |                          |                          |              |              |             |             |
| Votes valides            | Votes valides            | Votes valides            | Votes valides            | 41 853       | 97,49        | 39 592      | 93,55       |
| Votes blancs             | Votes blancs             | Votes blancs             | Votes blancs             | 780          | 1,82         | 1 877       | 4,44        |
| Votes nuls               | Votes nuls               | Votes nuls               | Votes nuls               | 298          | 0,69         | 852         | 2,01        |
| Total                    | Total                    | Total                    | Total                    | 42 931       | 100          | 42 321      | 100         |
| Abstention               | Abstention               | Abstention               | Abstention               | 36 558       | 45,99        | 37 201      | 46,78       |
| Inscrits / participation | Inscrits / participation | Inscrits / participation | Inscrits / participation | 79 489       | 54,01        | 79 522      | 53,22       |

#### Troisième circonscription
Député sortant : Jean-Michel Clément (Place publique).
| Candidat                 | Candidat                 | Parti et coalition       | Nuance                   | Premier tour | Premier tour | Second tour | Second tour |
| Candidat                 | Candidat                 | Parti et coalition       | Nuance                   | Voix         | %            | Voix        | %           |
| ------------------------ | ------------------------ | ------------------------ | ------------------------ | ------------ | ------------ | ----------- | ----------- |
|                          | Éric Soulat              | RN                       | RN                       | 7 697        | 20,92        | 14 823      | 45,86       |
|                          | Pascal Lecamp            | MoDem (ENS)              | ENS                      | 7 637        | 20,75        | 17 496      | 54,14       |
|                          | Jason Valente            | LFI (NUPES)              | NUP                      | 7 585        | 20,61        |             |             |
|                          | Jean-Michel Clément      | PP                       | DVG                      | 4 407        | 11,98        |             |             |
|                          | François Bock            | LR diss. - VA            | DVD                      | 3 195        | 8,68         |             |             |
|                          | Léonard Zerbib           | LR (UDC)                 | LR                       | 2 362        | 6,42         |             |             |
|                          | Olivier Lepercq          | REC                      | REC                      | 1 510        | 4,10         |             |             |
|                          | Isabelle Barbot          | ÉAC                      | ECO                      | 834          | 2,27         |             |             |
|                          | Patrick Minot            | LMR                      | DVD                      | 651          | 1,77         |             |             |
|                          | Sabine Bortolotti        | DLF (UPF)                | DSV                      | 520          | 1,41         |             |             |
|                          | Soizic Jouan             | LO                       | DXG                      | 379          | 1,03         |             |             |
|                          | Fatiha Boutayeb          | UDMF                     | DIV                      | 22           | 0,06         |             |             |
|                          |                          |                          |                          |              |              |             |             |
| Votes valides            | Votes valides            | Votes valides            | Votes valides            | 36 799       | 97,16        | 32 319      | 89,00       |
| Votes blancs             | Votes blancs             | Votes blancs             | Votes blancs             | 741          | 1,96         | 2 930       | 8,07        |
| Votes nuls               | Votes nuls               | Votes nuls               | Votes nuls               | 333          | 0,88         | 1 063       | 2,93        |
| Total                    | Total                    | Total                    | Total                    | 37 873       | 100          | 36 312      | 100         |
| Abstention               | Abstention               | Abstention               | Abstention               | 35 104       | 48,10        | 36 692      | 50,26       |
| Inscrits / participation | Inscrits / participation | Inscrits / participation | Inscrits / participation | 72 977       | 51,90        | 73 004      | 49,74       |

#### Quatrième circonscription
Député sortant : Nicolas Turquois (Mouvement démocrate).
| Candidat                 | Candidat                 | Parti et coalition       | Nuance                   | Premier tour | Premier tour | Second tour | Second tour |
| Candidat                 | Candidat                 | Parti et coalition       | Nuance                   | Voix         | %            | Voix        | %           |
| ------------------------ | ------------------------ | ------------------------ | ------------------------ | ------------ | ------------ | ----------- | ----------- |
|                          | Nicolas Turquois         | MoDem (ENS)              | ENS                      | 12 919       | 37,62        | 16 938      | 54,58       |
|                          | Marion Latus             | RN                       | RN                       | 9 739        | 28,36        | 14 098      | 45,42       |
|                          | Flavien Cartier          | PS (NUPES)               | NUP                      | 7 937        | 23,11        |             |             |
|                          | Alain Verdin             | REC                      | REC                      | 1 434        | 4,18         |             |             |
|                          | Patrice Villeret         | LO                       | DXG                      | 891          | 2,59         |             |             |
|                          | Patrick Guichard         | LP (UPF)                 | DSV                      | 678          | 1,97         |             |             |
|                          | Sylvie Pimot             | PA                       | ECO                      | 620          | 1,81         |             |             |
|                          | Fabrice Auger            | UDMF                     | DIV                      | 118          | 0,34         |             |             |
|                          | Gérard Lieutet           | PP                       | REG                      | 5            | 0,01         |             |             |
|                          |                          |                          |                          |              |              |             |             |
| Votes valides            | Votes valides            | Votes valides            | Votes valides            | 34 341       | 96,75        | 31 036      | 91,12       |
| Votes blancs             | Votes blancs             | Votes blancs             | Votes blancs             | 790          | 2,14         | 2 160       | 6,34        |
| Votes nuls               | Votes nuls               | Votes nuls               | Votes nuls               | 359          | 1,10         | 865         | 2,54        |
| Total                    | Total                    | Total                    | Total                    | 35 490       | 100          | 34 061      | 100         |
| Abstention               | Abstention               | Abstention               | Abstention               | 38 379       | 51,96        | 39 824      | 53,90       |
| Inscrits / participation | Inscrits / participation | Inscrits / participation | Inscrits / participation | 73 869       | 48,04        | 73 885      | 46,10       |